# Valle Telesina
La Valle Telesina è una valle nel settore centroccidentale della provincia di Benevento, a nord e a nord-ovest del massiccio del Taburno Camposauro. La compongono 20 comuni, con una popolazione superiore ai 60.000 abitanti. Il principale comune è Telese Terme, con circa 7.000 abitanti, situato al centro della Valle.

## Territorio

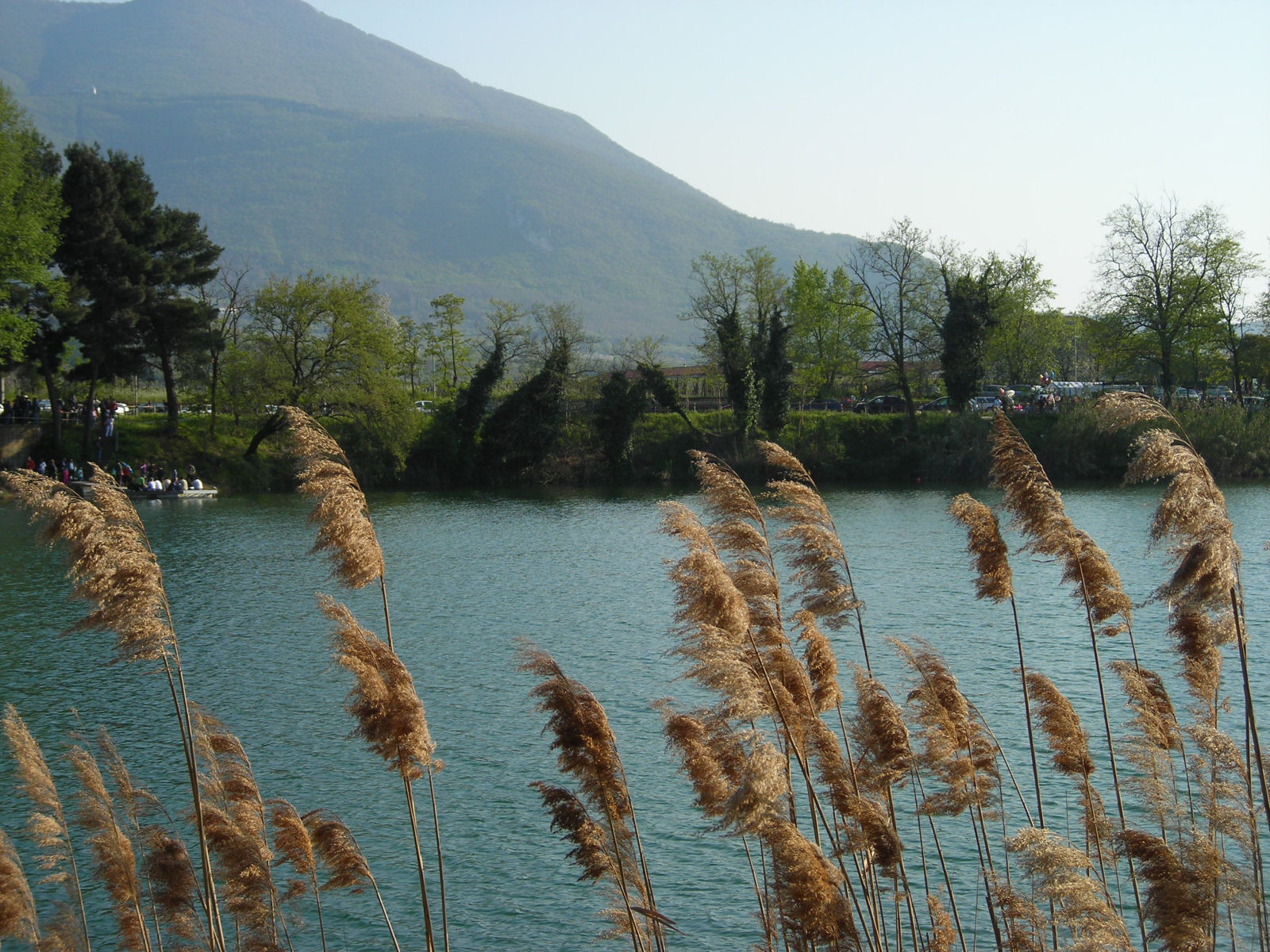
Il lago di Telese

Il territorio della Valle Telesina comprende 20 comuni e corrisponde all'area territoriale del distretto sanitario DS10, che ha sede a Telese Terme
In buona parte è attraversata dal fiume Calore Irpino e dal torrente Titerno. È la zona della provincia di Benevento che presenta la minore altitudine (tra i 50 e i 150 m s.l.m.).
Nella valle è presente inoltre il lago di Telese.

## Comuni della Valle
Comuni della Valle Telesina:
1. Amorosi
2. Castelvenere
3. Cerreto Sannita
4. Cusano Mutri
5. Dugenta
6. Faicchio
7. Frasso Telesino
8. Guardia Sanframondi
9. Limatola
10. Melizzano
11. Paupisi
12. Pietraroja
13. Ponte
14. Puglianello
15. San Lorenzello
16. San Lorenzo Maggiore
17. San Lupo
18. San Salvatore Telesino
19. Solopaca
20. Telese Terme

### Comuni Principali
| Pos. | Stemma | Comune                 | Popolazione |
| ---- | ------ | ---------------------- | ----------- |
| 1°   |        | Telese Terme           | 7.781       |
| 2°   |        | Guardia Sanframondi    | 4.844       |
| 3°   |        | Solopaca               | 3.712       |
| 4°   |        | San Salvatore Telesino | 3.990       |
| 5°   |        | Cerreto Sannita        | 3.789       |

### Altri comuni
| Pos. | Stemma | Comune               | Popolazione |
| ---- | ------ | -------------------- | ----------- |
| 1°   |        | Cusano Mutri         | 3.934       |
| 2°   |        | Limatola             | 4.139       |
| 3°   |        | Faicchio             | 3.548       |
| 4°   |        | Amorosi              | 2.706       |
| 5°   |        | Dugenta              | 2.759       |
| 6°   |        | Ponte                | 2.513       |
| 7°   |        | Castelvenere         | 2.607       |
| 8°   |        | Frasso Telesino      | 2.358       |
| 9°   |        | San Lorenzello       | 2.243       |
| 10°  |        | San Lorenzo Maggiore | 2.157       |
| 11°  |        | Melizzano            | 1.915       |
| 12°  |        | Paupisi              | 1.617       |
| 13°  |        | Puglianello          | 1.347       |
| 14°  |        | San Lupo             | 745         |
| 15°  |        | Pietraroja           | 509         |

## Agricoltura
La parte montuosa settentrionale della Valle Telesina è attraversata dal torrente Titerno ed i suoi comuni, tra cui Cerreto Sannita, Cusano Mutri, Pietraroja e Guardia Sanframondi fanno parte della comunità montana del Titerno. Ivi si è sviluppata e diffusa la ceramica cerretese. La parte pianeggiante, che è quella centrale della Valle, è attraversata dal basso tratto del fiume Calore Irpino, prima di sfociare nel fiume Volturno in territorio della provincia di Caserta. La cosiddetta "piana di Telese", che è una piccola ma fiorente zona agricola del comune di Telese Terme, sta al centro della fiorente viticultura della zona, sviluppatasi fin dall'antichità con i vigneti d'epoca romana presenti intorno alle cinte murarie della città di Telesia, i cui resti archeologici, sannitici e romani, ricadono in territorio comunale di San Salvatore Telesino. Le vitucultura è ininterrottamente la principale attività economica della Valle grazie ai vitigni delle colline a sud della piana telesina, (le colline di Solopaca) e a nord della stessa (le colline di Castelvenere e Guardia Sanframondi). Quasi tutte le zone di produzione enologica della Valle furono denominate nel 1971 come "area del Solopaca DOC" e producono una svariata gamma di vini tra cui, secondo le più antiche etichette che richiamano l'origine territoriale, i vini Solopaca ed i vini Guardioli.